# Банджун
Банджун (фр. Pète-Bandjoun) — город в западной части Камеруна (Западный регион). Административный центр одноимённой коммуны и департамента Кунг-Кхи.

## География
Город находится в западной части страны в 230 км к северо-востоку от Дуалы и в 10 км к югу от Бафусама. Доступ в Банджкн осуществляет по дороге N4, которая идёт из Бафусама в Баянгам.

## Население
По данным переписи 2012 года, население города составило 6872 человека.

## Климат
Средняя температура составляет °C. Самый тёплый месяц — февраль при средней температуре 23 °C, а самый холодный — октябрь при средней температуре 18 °C. Среднее количество осадков составляет 1412 миллиметров в год. Самый влажный месяц — сентябрь (277 мм осадков), а самый сухой — январь (10 мм осадков).